# 안나 야고진스카
안나 마리아 야고진스카(폴란드어: Anna Maria Jagodzińska, 1987년 9월 12일 - )는 폴란드의 여자 모델이다. 현재 미국, 이탈리아, 오스트레일리아, 중국, 포르투갈, 독일의 보그 잡지와 로피시엘, 일본의 누메로 등에 나오고 있다. 2011년 12월 웹사이트 모델닷컴에서 실시한 세계 모델 순위 명단에서 9위에 올랐다.
안나 자고진스카는 1987년 9월 12일 폴란드 시에르프츠에서 태어났다. 2003년 넥스트 모델 매니지먼트 사와 계약하고 2003년 봄 프링글스 오프 스코틀랜드 런웨이를 통해 모델로 데뷔하였다. 그리고 그해 후반에 뉴욕 시로 이사하였다. 2004년에는 알렉산더 맥퀸, 버버리, 샤넬, 마르니, 프라다, 보그 이탈리아의 패션 모델로 섰다.

## 같이 보기
- 아냐 루비크